# MTPN
MTPN (англ. Myotrophin) – білок, який кодується однойменним геном, розташованим у людей на короткому плечі 7-ї хромосоми.  Довжина поліпептидного ланцюга білка становить 118 амінокислот, а молекулярна маса — 12 895.
| 10         |  | 20         |  | 30         |  | 40         |  | 50         |
| ---------- |  | ---------- |  | ---------- |  | ---------- |  | ---------- |
| MCDKEFMWAL |  | KNGDLDEVKD |  | YVAKGEDVNR |  | TLEGGRKPLH |  | YAADCGQLEI |
| LEFLLLKGAD |  | INAPDKHHIT |  | PLLSAVYEGH |  | VSCVKLLLSK |  | GADKTVKGPD |
| GLTAFEATDN |  | QAIKALLQ   |  |            |  |            |  |            |

A: Аланін

C: Цистеїн

D: Аспарагінова кислота

E: Глутамінова кислота

F: Фенілаланін

G: Гліцин

H: Гістидин

I: Ізолейцин

K: Лізин

L: Лейцин

M: Метіонін

N: Аспарагін

P: Пролін

Q: Глутамін

R: Аргінін

S: Серин

T: Треонін

V: Валін

W: Триптофан

Локалізований у цитоплазмі, ядрі.